# Nozomi Okuhara
Nozomi Okuhara (奥原 希望?, Okuhara Nozomi; Ōmachi, 14 marzo 1995) è una giocatrice di badminton giapponese.

## Palmarès
- Olimpiadi

Rio de Janeiro 2016: bronzo nel singolo femminile.
- Campionati asiatici di Badminton

Hyderabad 2016: argento a squadre femminile.
- Mondiali giovanili

Taoyuan 2011: bronzo nel singolo ragazze.
Chiba 2012: oro nel singolo ragazze.